# Monumento a Giuseppe Mazzini (Firenze)

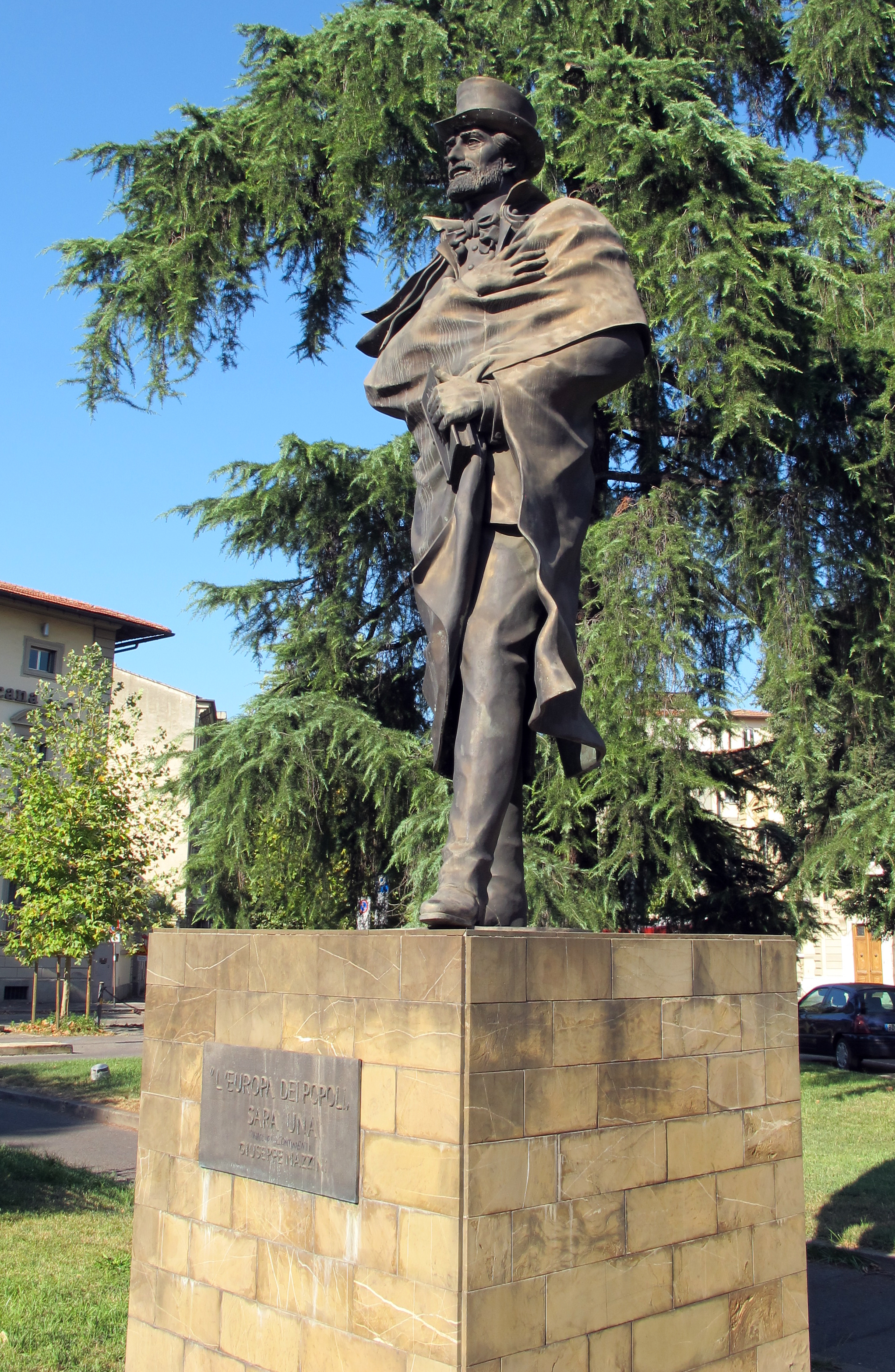
Monumento a Giuseppe Mazzini, Firenze

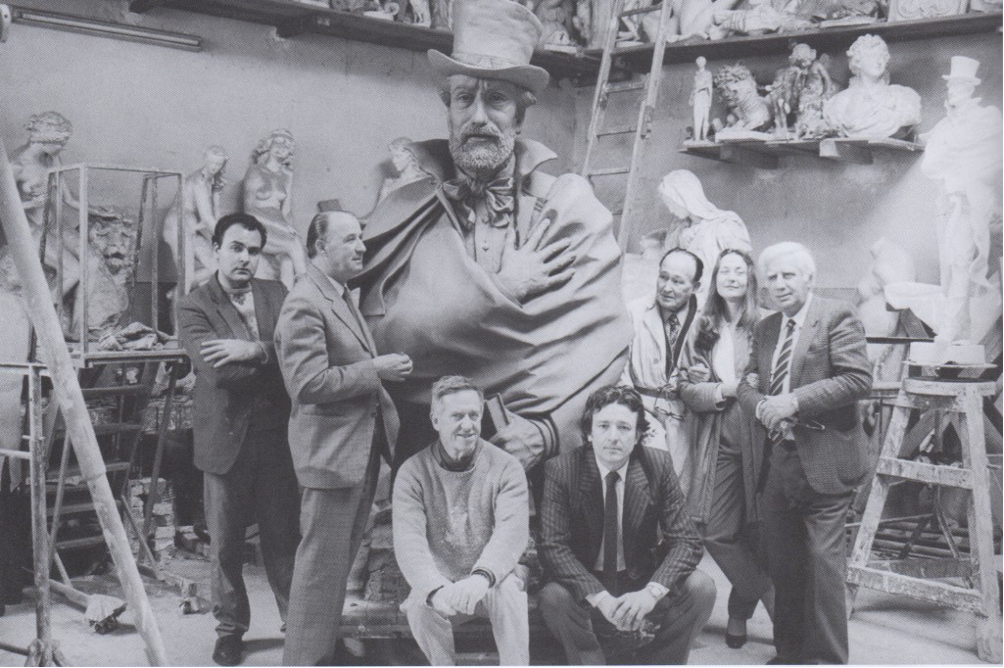
Monumento a Giuseppe Mazzini presso la Fonderia Artistica Ferdinando Marinelli di Firenze

Il monumento a Giuseppe Mazzini si trova a Firenze, nello spiazzo tra il viale Antonio Gramsci e il viale Giuseppe Mazzini.

## Storia e descrizione
Fu fuso in bronzo dalla Fonderia Artistica Ferdinando Marinelli dall'opera dello scultore Antonio Berti e collocato nel 1987, nell'ambito delle iniziative di Firenze città europea della cultura. Si tratta di una delle ultime opere dell'artista che, come al solito, la creò dopo numerosi bozzetti, tesi a un attento studio della verosimiglianza del soggetto.
Le due targhe sul piedistallo in pietraforte recitano:
| "L'EUROPA DE POPOLI SARÀ UNA" GIUSEPPE MAZZINI |

| 1986 FIRENZE CAPITALE DELLA CULTURA EUROPEA OPERA DI ANTONIO BERTI A CURA DEL COMUNE DI FIRENZE E DELLA ASSOCIAZIONE MAZZINIANA ITALIANA |